# Kötcse, Somogy
Kötcse  este un sat în districtul Siófok, județul Somogy, Ungaria, având o populație de 496 de locuitori (2011). 

## Demografie
Componența etnică a satului Kötcse
     Maghiari (93,04%)
     Germani (4,18%)
     Români (1,62%)
     Romi (1,16%)
Componența confesională a satului Kötcse
     Luterani (24,19%)
     Reformați (13,1%)
     Fără religie (5,65%)
     Necunoscută (57,06%)
     Alte religii (1,81%)
Conform recensământului din 2011, satul Kötcse avea 496 de locuitori. Din punct de vedere etnic, majoritatea locuitorilor (93,04%) erau maghiari, existând și minorități de germani (4,18%), români (1,62%) și romi (1,16%). Nu există o religie majoritară, locuitorii fiind luterani (24,19%), reformați (13,1%) și persoane fără religie (5,65%). Pentru 57,06% din locuitori nu este cunoscută apartenența confesională.